# Kashmir (banda)
Kashmir es un cuarteto de rock alternativo originario de Dinamarca.
Está formado por el vocalista y guitarrista Kasper Eistrup, el bajista Mads Tunebjerg, el tecladista y guitarrista Henrik Lindstrand y el baterista Asger Techau.

## Historia
En la primavera de 1991, Eistrup, Tunebjerg y Techau formaron una banda de heavy blues bajo el nombre Nirvana en Kastanievejens Efterskole (un internado) en Frederiksberg, Dinamarca. Poco tiempo después, empezaron a presentarse los jueves por la noche en el Gimnasio de Ordrup (una preparatoria local). 
Cuando la banda estadounidense Nirvana empezó a tener éxito, ellos cambiaron su nombre a "Kashmir", como la canción de Led Zeppelin.
En 1993, obtuvieron el segundo puesto en DM i Rock, y comenzaron a popularizarse en Dinamarca. 
En 2000, la banda ganó seis Premios Daneses de la Música (Danish Music Awards) por 'Mejor Banda Danesa', 'Mejor Álbum Danés' por The Good Life, 'Mejor Compositor Danés', 'Mejor Álbum Danés de Rock' por The Good Life, 'Mejor Productor Danés' y 'Mejor Video Danés' por Mom in Love, Daddy in Space.
En 2001, Henrik Lindstrand se unió a la banda. 
En 2004, la banda ganó cuatro Premios Daneses de la Música por 'Mejor Banda danesa', 'Mejor Álbum Danés de Rock' por Zitilites, 'Mejor Video Danés' por "Rocket Brothers" y Mejor Portada de Disco por Zitilites. 
El álbum No Balance Palace (2005) incluye a Lou Reed recitando un poema de Eistrup en "Black Building" y David Bowie, quien canta a dúo con Eistrup en "The Cynic". Además el álbum fue producido por Tony Visconti.
En 2009, Kashmir anuncia que entran de nuevo al estudio tras 5 años de su último disco, y lanzan el sencillo 'Mouthful Of Wasps', parte de su siguiente álbum Trespassers, el cual fue lanzado el 1 de febrero de 2010 y grabado en los famosos estudios de Jimi Hendrix, Electric Lady Studios, en Nueva York.

## Discografía

### Álbumes de estudio
- Travelogue (1994)
- Cruzential (1996)
- The Good Life (1999)
- Zitilites (2003)
- No Balance Palace (2005)
- Trespassers  (2010)
- Katalogue (2011)
- E.A.R (2013)

### EP
- Travelogue: The Epilogue (1995)
- Stand EP (1997)
- Mom In Love, Daddy In Espace EP (1999)
- Graceland EP (1999)
- Home Dead (2001)
- Surfing The Warm Industry EP (2003)
- Rocket Brothers EP (2003)
- A Selection Of Two Lies EP (2003)
- The Cynic EP (2005)

### DVD
- Rocket Brothers: The movie (2003)
- The Aftermath (2005)